# پله پوغی
پله پوغی (ارمنی: Պըլը Պուղի، ت. «پاول احمق»)(زادهٔ ۱۷۳۱– درگذشته در ۱۸۱۰) طنزپرداز و حکایت‌نویس اهل ارمنستان در قرن هجدهم از قره‌باغ بود.

## زندگی‌نامه
پله پوغی در سال ۱۷۳۱ در اوتارانوتس یا شوش در ملک‌های قره‌باغ، یکی از پنج امیرنشین ارمنی قره‌باغ، متولد شد. او به‌عنوان دلقک در دربار ملیک شاهنظیر، حاکم ملک‌های قره‌باغ خدمت کرد. وی داستان‌ها و حکایت‌های طنزآمیزی خلق می‌کرد که از طریق روایت شفاهی، دستخوش تغییر و تکمیل شده و به نام او تا به امروز رسیده‌اند. او در سال ۱۸۱۰ در شوش درگذشت و باور بر این است که در غاری میان روستاهای شوش و مخیتاریشن دفن شده است، جایی که در سال ۱۹۷۶ یک بنای یادبود برای او برپا شد.
با وجود ابراز پشیمانی شاهنظیر در پایان عمرش، ارمنیان قره‌باغ رفتار خصمانه او با دیگر ملیک‌ها و همکاری‌اش با پناهعلی‌خان را نبخشیدند و با استفاده از شخصیت طنزآمیز پوغی، او را مورد هجمهٔ انتقاد و طنز قرار دادند. اگرچه رابطهٔ پوغی و شاهنظیر به‌عنوان رابطه‌ای میان دلقک و حاکم ارائه می‌شود، دلقک خدمتکاری مطیع نیست، بلکه کسی است که دائماً ملیک را به انجام کارهای احمقانه تحریک می‌کند تا از ترس قرار گرفتن در موقعیت‌های خنده‌دار، مسیر درست را پیش گیرد. یک بار ملیک پرسید: «چرا خانهٔ آدم خراب می‌شود؟» و پوغی پاسخ داد: «چون دشمن از داخل است».
پوغی چیزی فراتر از یک دلقک دربار بود؛ او حکایت‌پرداز، مشاور، باهوش و عدالت‌طلب بود. در حکایت‌ها، پوغی اغلب به‌عنوان نمونه‌ای از قاضی قرون وسطایی به تصویر کشیده می‌شود که در موقعیت‌های دشوار، تصمیمات خردمندانه‌ای می‌گیرد. حکایت‌های پوغی که نسل به نسل منتقل شده‌اند، یکی از اجزای مهم طنز و سرگرمی جمعی ارمنی‌های قره‌باغ را تشکیل داده و بر جنبه‌های اجتماعی، سیاسی و فرهنگی آنان از میانهٔ قرن ۱۸ تا اوایل قرن ۱۹ پرتو افکنده‌اند.

## میراث
اسقف ماکار بارخوداریانتس، یکی از بزرگان قره‌باغ، ۱۸۹ داستان و حکایت از پله پوغی را گردآوری و در سال ۱۸۸۳ در تفلیس با عنوان پله پوغی منتشر کرد. بعدها، ثبت‌های جدیدی توسط دیگر کارشناسان فولکلور (از جمله س․ اسرائیلیان و م․ گریگوریان-اسپانداریان) منتشر شد. ترجمه‌ها، اصلاحات ادبی و روایت‌های داستان‌هایی نیز از پله پوغی منتشر شده‌اند که محبوب‌ترین آن‌ها کتاب پله پوغی نوشتهٔ سرو خانزادیان است. حکایت‌ها و داستان‌های او، علاوه بر جنبه‌های سرگرم‌کننده، دارای نکته‌های آموزنده و اخلاقی بوده و جنبه‌های ناپسند زندگی روزمره و روابط اجتماعی زمان خود را افشا می‌کنند.
بسیاری از مطالب مرتبط با پله پوغی در انستیتوی باستان‌شناسی و مردم‌شناسی فرهنگستان ملی علوم ارمنستان، موزهٔ ادبیات و هنر یغیشه چارنتس و سایر مکان‌ها نگهداری می‌شوند. در سال ۲۰۱۶، تئاتر کمدی موزیکال پارونیان اولین نمایش کمدی موزیکال «قره‌باغ، عشق من» یا همان «پله پوغی» را میزبانی کرد. این اجرا بر اساس اثری از آرارات بارسقیان و به کارگردانی گایانه بارسقیان، به مناسبت بیست و پنجمین سالگرد استقلال جمهوری ارمنستان انجام شد. آوو خالاتیان نقش پله پوغی را ایفا کرد.
مرکز توسعه روابط عمومی ارمنستان برنامه دارد پله پوغی را به همراه شخصیتی دیگر به اسم پولوز موکوچ از گیومری در مجموعه فیلم‌های انیمیشنی چندزبانه جدیدی بازسازی کند، که الگویی از فیلم‌های ساخته‌شده دربارهٔ ملانصرالدین در ایران است.